# Charles B. Winstead
Charles B. Winstead (Sherman, Texas, 25 de maio de 1891 - Albuquerque, Novo México, 3 de agosto de 1973),  foi um agente do FBI, tendo ficado famoso por ser um dos oficiais que participou da operação que terminou com a morte de John Dillinger.

## Biografia

### Antes do FBI
Charles B. Winstead, nasceu em Sherman, cidade do estado do Texas em 1891. Antes de ingressar no FBI, Winstead serviu ao Exército dos Estados Unidos, participando da primeira guerra mundial. Ao ser dispensado das forças armadas, Winstead trabalhou como xerife em várias jurisdições texanas.

### Carreira no FBI
Winstead ingressou no FBI em 1926, trabalhando inicialmente no estado do Texas. Em 1934, o agente foi transferido para o escritório de Chicago, depois que a equipe liderada por Melvin Purvis, falhou miseravelmente em uma operação policial, que terminou com a morte de um civil e com a fuga dos criminosos perseguidos. Purvis reclamou que a sua equipe era inexperiente para caçar os criminosos em questão, então o escritório de Chicago solicitaria a transferência de agentes mais experientes vindos do Oeste. Além de Winstead outros agentes viriam de Oklahoma.
Em Chicago, Winstead participou da operação que terminou com a morte do inimigo público número um dos Estados Unidos, o famoso assaltante de bancos e gangster John Dillinger, acreditasse que Winstead tenha disparado o tiro fatal, acertando a parte de trás da cabeça do criminoso. O feito renderia uma carta de agradecimento do diretor do FBI J. Edgar Hoover.
Após a morte de Dillinger, Winstead ainda ajudaria na operação que terminou com a morte de outro bandido procurado, Baby Face Nelson.
Após a morte de Nelson, Winstead retornou ao Oeste, onde trabalhou nos escritórios do FBI em El Paso e Albuquerque. A saída de Winstead do FBI, aconteceu após um episódio curioso, onde o agente xingou uma repórter, dizendo que a mulher era uma simpatizante do regime comunista. Winstead foi repreendido pelo diretor J. Edgar Hoover, porém não gostando da atitude de seu chefe, acabou renunciando ao cargo em 1943.

### Vida após o FBI
Após a saída do FBI, Winstead serviu novamente ao Exército dos Estados Unidos, dessa vez na segunda guerra mundial, trabalhando no serviço de inteligência.
Depois da guerra o veterano voltou a trabalhar à serviço da lei, sendo vice-xerife do Novo México e investigador particular antes de sua aposentadoria.
Winstead faleceu em 1973 no Hospital de Veteranos de Albuquerque, aos 82 anos.

## Na Cultura Popular
Ele foi interpretado pelo ator Stephen Lang no filme Inimigos Públicos (2009), do diretor Michael Mann.